# 霍羅沙
49°12′13″N 29°6′37″E / 49.20361°N 29.11028°E

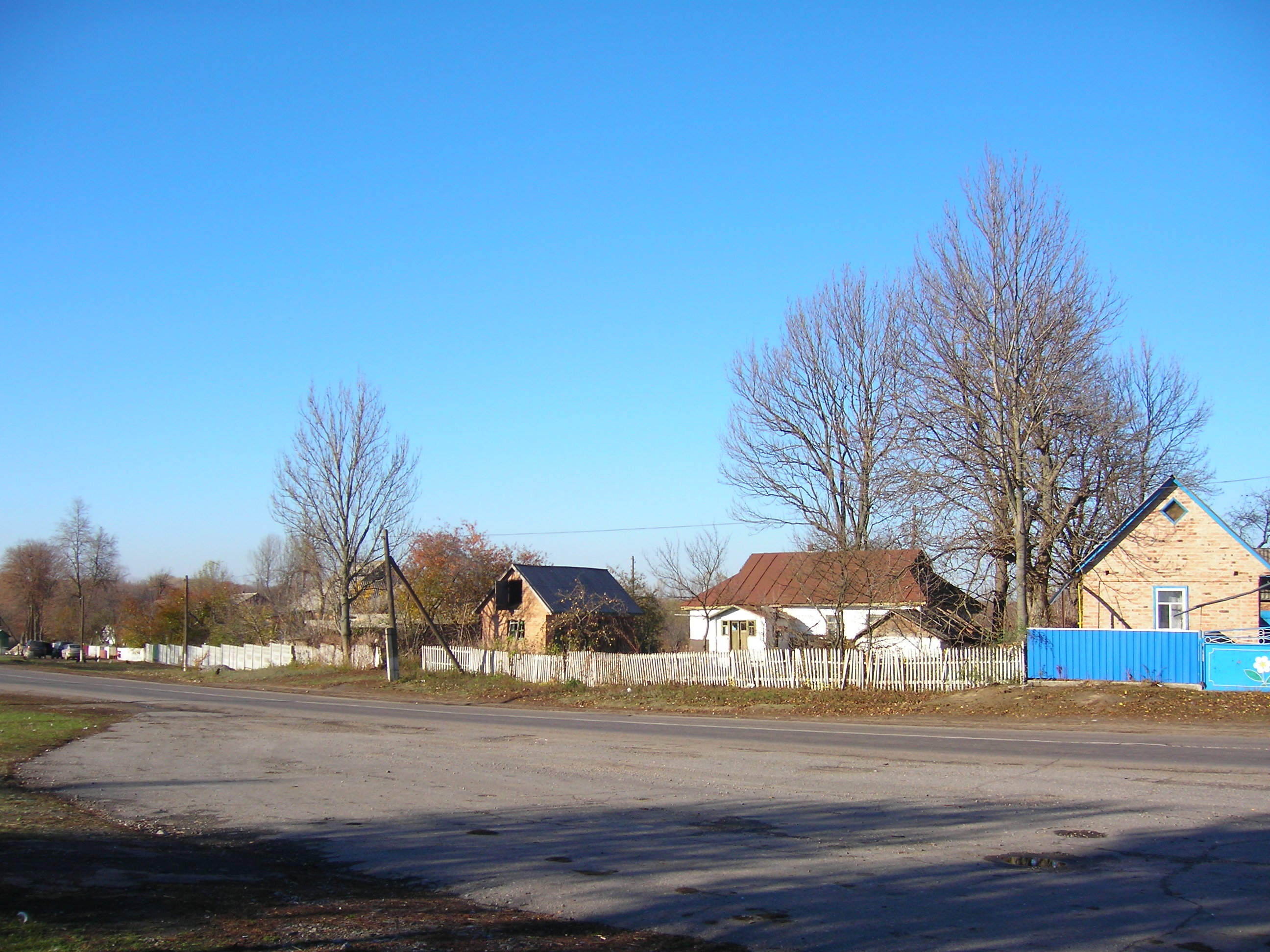

霍羅沙（烏克蘭語：Хороша），是烏克蘭的村落，位於該國西南部文尼察州，由文尼察區負責管轄，處於波甘卡河畔，始建於1788年，面積1.07平方公里，海拔高度245米，2001年人口310。